# Katriinajärvi
Katriinajärvi är en sjö i Finland. Den ligger i kommunen Enare i landskapet Lappland, i den norra delen av landet, 1 100 km norr om huvudstaden Helsingfors. Katriinajärvi ligger 114,5 meter över havet. Arean är 48,5 hektar och strandlinjen är 6,45 kilometer lång. Sjön  ingår i Neidenälvens huvudavrinningsområde. 